# Bernardo Rodríguez Serra
Bernardo Rodríguez Serra (Gijón, c. 1872-Madrid, 1902) fue un editor, empresario y escritor español.

## Biografía

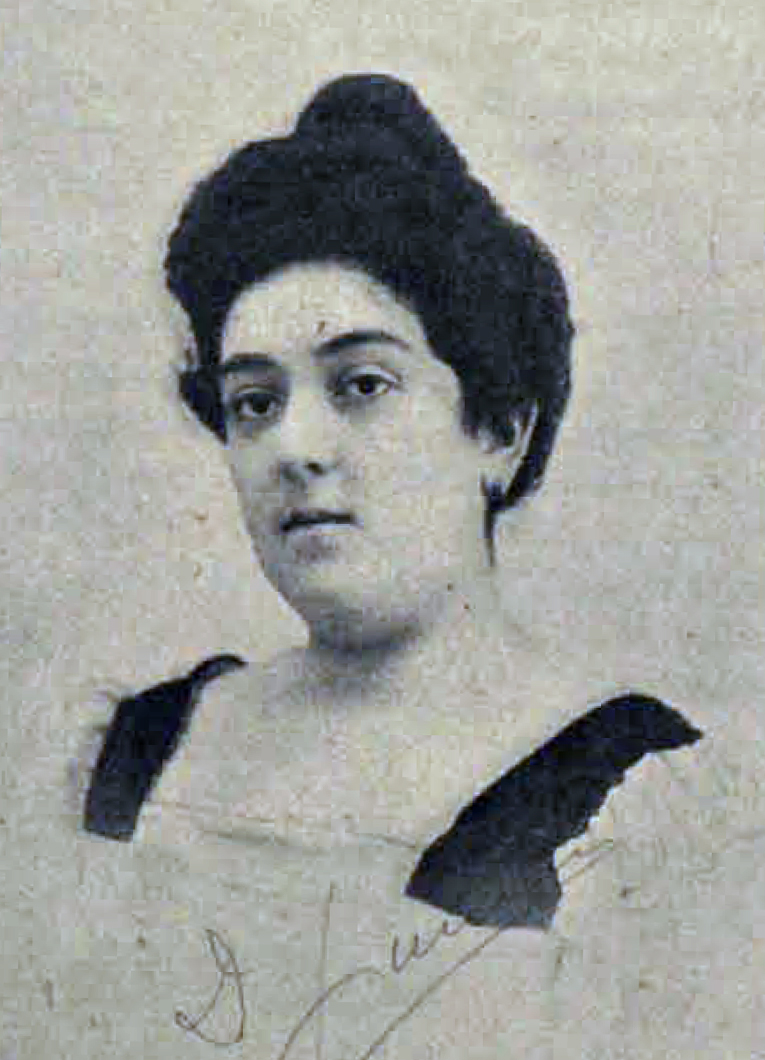
Viuda de Rodríguez Serra

Habría nacido en la ciudad asturiana de Gijón hacia 1872. Rodríguez Serra, de quien Pío Baroja destaca las oportunidades que dio en el campo de la literatura a autores jóvenes, fue fundador de la Biblioteca Mignon y de La Vida Literaria, así como de una «Biblioteca de Sociología y Filosofía». Amigo de Ciro Bayo, falleció en Madrid el 19 de diciembre de 1902, con, según Baroja, una edad de treinta años. Tras su muerte, su viuda, Dolores Jiménez, continuó publicando la Biblioteca Mignon.